# Coroner’s Court (Dublin)
Das Coroner’s Court House (Denkmalnummer: 7853) ist ein denkmalgeschütztes Gebäude in Dublin. Es wurde 1901 erbaut und befindet sich gegenüber dem Busáras-Busbahnhof in der Store Street. Es wurde seit seiner Fertigstellung als Gericht für die Untersuchung von Todesursachen und bis 1999 auch als städtisches Leichenschauhaus genutzt.
Das Gebäude wurde von dem Stadtarchitekten Charles J. McCarthy gebaut. McCarthy ließ sich zusammen mit Bürgermeister Nanetti von Gerichtsgebäuden in England inspirieren.
Das zweistöckige und aus zwei Blöcken bestehende Reihengebäude ersetzte das alte Leichenschauhaus in der Lower Marlborough Street. Das Schiefer-Walmdach des Hauptblocks ist giebelseitig zur Straße ausgerichtet. Die Giebelseite besteht aus roten Backsteinen und terrakottafarbenen Firstziegeln. Das Gebäude wurde auf dem Gelände der ehemaligen Custom House Flour Mills (Getreidemühle) errichtet. 1999 wurde ein Block, das Leichenschauhaus, abgerissen.
Der Komplex wurde um einen zweistöckigen Block aus gelbem Backstein im Jahr 2008 erweitert. Auftraggeber war der Dubliner Stadtrat und auch der Eingang wurde in diesem Projekt erneuert. Die Fassade ist am östlichen Block am Giebel mit einem Wappen verziert und am Mauerwerk des westlichen Block befindet sich mittig ein Flachbogen-Sturz aus Sandstein, unter dem eingemeißelt der Schriftzug „CORONER’S COURT“ steht.